# Otakar Borůvka

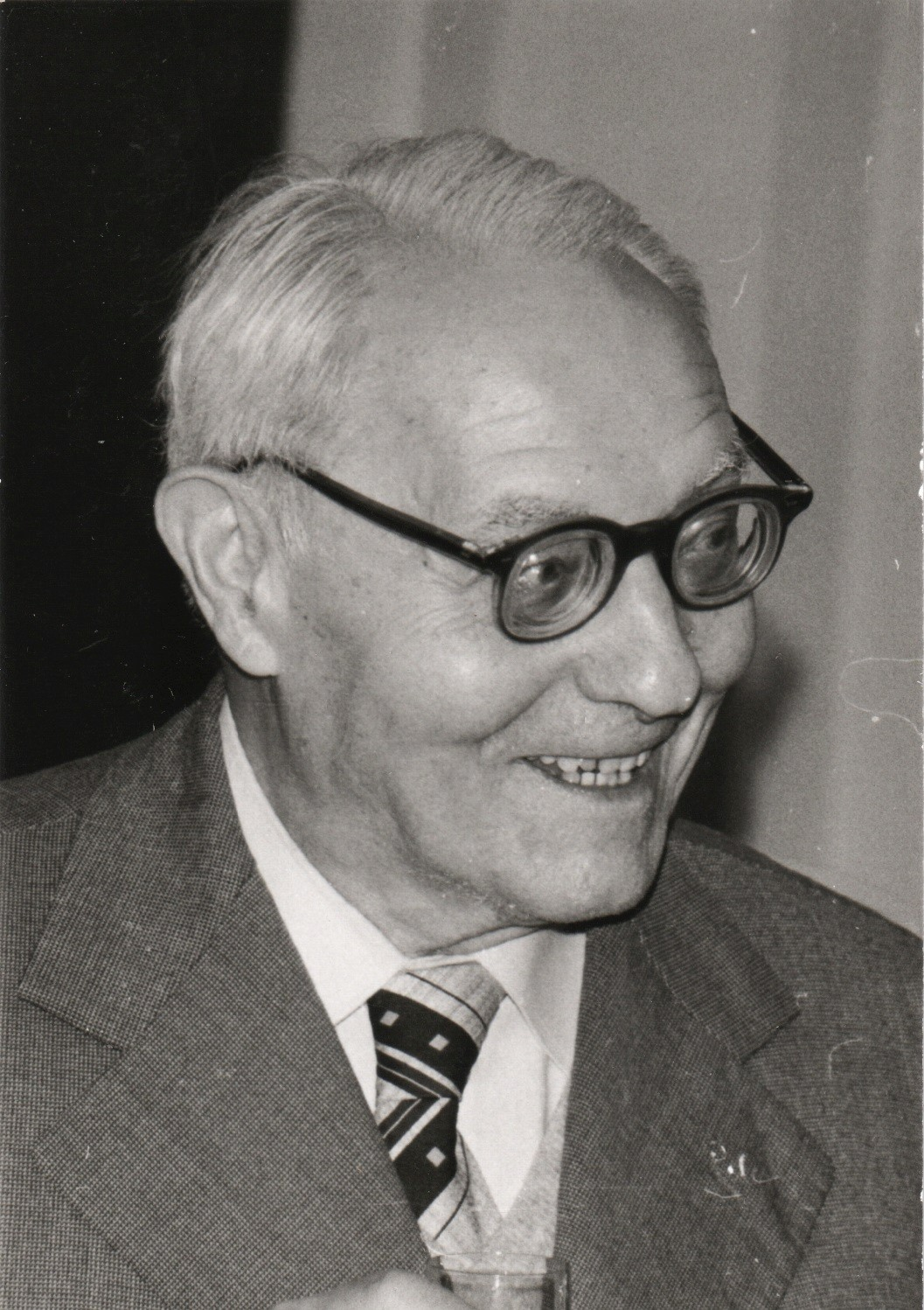
Otakar Borůvka (1981)

Otakar Borůvka (* 10. Mai 1899 in Uherský Ostroh, Mähren; † 22. Juli 1995 in Brünn) war ein tschechischer Mathematiker, der heute vor allem durch seine Beiträge zur Graphentheorie bekannt ist, die er schon lange vor der Etablierung der Graphentheorie als mathematische Disziplin veröffentlichte.

## Leben

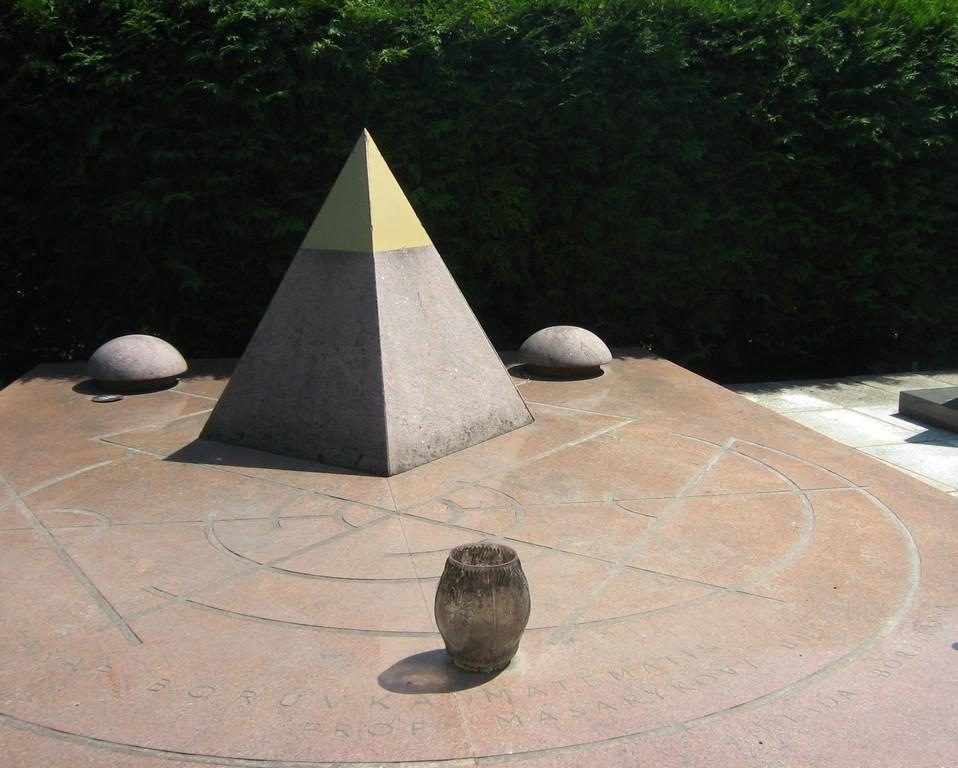
Grab Borůvkas auf dem Brünner Zentralfriedhof

Borůvka besuchte die Realschule in Uherské Hradiště, bevor er 1916 an die Militärschule in Hranice na Moravě wechselte und sich später an der militärtechnischen Akademie im niederösterreichischen Mödling bei Wien einschrieb. Nach dem Ende des Ersten Weltkrieges erhielt er 1918 sein Abitur am Gymnasium in Uherské Hradiště.
Borůvka studierte zunächst Bauingenieurwesen an der Tschechischen Technischen Hochschule in Brünn. Nach der Gründung der Masaryk-Universität 1920 studierte er dort beim Mathematiker Mathias Lerch und wurde ein Jahr darauf dessen Assistent. Nach Lerchs Tod (1922) promovierte Borůvka 1923 bei dessen Nachfolger Eduard Čech. Borůvka besuchte 1926/27 Vorlesungen bei Élie Cartan in Paris und habilitierte sich 1927 und wurde Dozent an der Masaryk-Universität. Er besuchte Ende der 1920er und Anfang der 1930er Jahre Cartan in Paris und Wilhelm Blaschke in Hamburg und wurde 1934 Assistenzprofessor in Brünn, wo er 1940 einen Lehrstuhl erhielt. 1946 wurde er zum ordentlichen Professor ernannt.
1965 gründete er die Zeitschrift Archivum Mathematicum und 1969 war er Gründungsmitglied des Instituts für Mathematik der Tschechoslowakischen Akademie der Wissenschaften. 1953 wurde er korrespondirendes und 1965 ordentliches Mitglied der Tschechoslowakischen Akademie der Wissenschaften. Er war Ehrendoktor der Comenius-Universität Bratislava (1969) und der Masaryk-Universität in Brünn (1994).

## Werk
In seiner Veröffentlichung O jistém problému minimálním (zu Deutsch Über ein gewisses Minimierungsproblem) aus dem Jahr 1926, beschrieb Borůvka einen Algorithmus zur Berechnung eines minimalen Spannbaumes eines Graphen, der heute nach ihm benannt ist (Algorithmus von Borůvka). Ein Großteil seiner Ergebnisse in diesem Zusammenhang wurde später in der Informatik erneut entdeckt; siehe Algorithmus von Prim und Algorithmus von Kruskal. Zu dem Problem angeregt wurde er von seinem Freund Jindřich Saxel in der Zeit des Ersten Weltkriegs, als Lösung des Problems der effizienten Verteilung von Strom in elektrischen Netzwerken.
Hauptsächlich befasste er sich zunächst mit Differentialgeometrie, zum Beispiel der Frenetschen Formeln und Normalkrümmung in höherdimensionalen Räumen. Ab den 1930er Jahren befasste er sich mit abstrakter Algebra und speziell Gruppentheorie. Als einer der Ersten untersuchte er von ihm Gruppoide (Magmen) genannte Verallgemeinerungen von Gruppen. 1944 veröffentlichte er ein Lehrbuch über Gruppen und Gruppoide, das auch ins Deutsche und Englische übersetzt wurde. Nach dem Zweiten Weltkrieg befasste er sich mit Differentialgleichungen und veröffentlichte 1971 ein Lehrbuch über Differentialgleichungen zweiter Ordnung.

## Schriften
- Grundlagen der Gruppoid- und Gruppentheorie (= Hochschulbücher für Mathematik. Bd. 46). Deutscher Verlag der Wissenschaften, Berlin 1960
- Lineare Differentialtransformationen 2. Ordnung (= Hochschulbücher für Mathematik. Bd. 67). Deutscher Verlag der Wissenschaften, Berlin 1967